# Distretto di Huancaspata
Il distretto di  Huancaspata è uno dei tredici distretti della provincia di Pataz, in Perù. Si trova nella regione di La Libertad e si estende su una superficie di 247,48  chilometri quadrati.